# Jewpacabra
Jewpacabra is de vierde aflevering van het zestiende seizoen van de Amerikaanse televisieserie South Park. De aflevering werd voor het eerst uitgezonden op 4 april 2012. 
De titel is een woordspeling op Jew (Jood) en de Chupacabra, een mythisch wezen uit Midden-Amerika dat dieren doodt en bloed drinkt.

## Verhaal
Eric Cartman zaait angst over de Jewpacabra, een monster dat zich voedt met het bloed van kinderen. Het joodse lentefeest, wanneer de Jewpacabra toeslaat, valt dit jaar samen met pasen, wanneer de kinderen paaseieren gaan zoeken.
In de nacht gaat Cartman samen met Butters Stotch het bos in om filmopnamen van de Jewpacabra te maken. Cartman toont zijn opnamen aan de directie van Sooper Foods, dat de paaseierenzoektocht organiseert. Zij willen het risico niet lopen en geven Cartman zijn zin en helpen hem met zijn zoektocht naar het monster. Een team kundige cryptozoölogen wordt ingeschakeld. Zij zeggen dat Cartman echt een Jewpacabra heeft gefilmd. Cartman moet erom lachen dat er mensen zijn die zijn onzinverhaal serieus nemen, maar de cryptozoölogen zijn zodanig in paniek dat Cartman overtuigd raakt van het gevaar. Een van hen zegt Cartman dat het monster achter hem aan zal komen omdat hij het heeft gefilmd. 
Sooper Foods vindt jolijt en veiligheid belangrijk, dus ketenen ze Cartman vast in het bos, ingesmeerd met bloed en gekleed als paashaas. Zo hopen ze de Jewpacabra gunstig te stemmen. De cryptozoölogen zien hem aan voor konijnman, een regressie naar de paleotardische tijd, en schieten hem neer met een verdovingsgeweer.
Kyle Broflovski redt Cartman en brengt hem naar huis. Sooper Foods maakt bekend dat ze vierde zijn geworden in jolijt, en zesde in veiligheid. De paaseierenzoektocht vindt doorgang.

## Verwijzingen
- Het zicht door de verrekijker van een van de zoölogen verwijst naar Predator
- De cryptozooölogen zijn gebaseerd op het programma Finding Bigfoot op Animal Planet
- Cartman vergelijkt zich met James Cameron.